# BoardGameGeek
 (novembre 2021).
Pour les articles homonymes, voir BGG.
BoardGameGeek, abrégé en BGG (littéralement : « fou des jeux de société »), est un site web américain d'information sur les jeux de société mis en ligne en 2000.
En 2009, les jeux de rôle obtiennent une place à part entière et le site RPGGeek est, à son tour, mis en ligne. En 2010, ce sont les jeux vidéo qui bénéficient d'un site dédié, avec VideoGameGeek. Les mêmes compte et identifiant peuvent être utilisés pour accéder aux trois sites : domaine principal et sous-domaines.

## Présentation
BoardGameGeek propose des nouvelles dans l'univers des jeux, et possède une base de données de plus de 20 000 jeux de société (jeux de plateau, jeux de tuiles, jeux de cartes, jeux de figurines, etc.), ainsi que de nombreux jeux d'adresse.
Plus de 12 500 d'entre eux figurent dans un classement général établi en fonction de leur note moyenne pondérée. Avec les extensions, variations, rééditions, et autres goodies, le nombre d'entrées dans la base dépasse les 85 000 (à fin 2016).
Les membres inscrits du site peuvent facilement écrire des commentaires, attribuer des notes ou ajouter des ressources supplémentaires : on y trouve par exemple des traductions officielles ou officieuses de règles de jeux, des variantes, etc. Le site rassemble plus de 1 000 000 d'utilisateurs enregistrés, ce qui en fait un lieu incontournable du jeu de société sur l'internet mondial. La majorité des membres sont enregistrés sous leur véritable nom, l'usage de pseudonymes étant minoritaire.

## Contenu
BoardGameGeek est fréquenté par des anglo-saxons (environ 50 % des membres sont américains) et par des étrangers de tous pays maîtrisant l'anglais. De fait, des internautes amateurs de jeux de société de tous les pays enrichissent la base de données du site. On peut ainsi indiquer le nom local d'un jeu (alias), presque toujours enregistré dans la base sous son nom anglais (quand celui-ci existe), ce qui permet de le retrouver plus facilement.
Du fait de l'origine américaine du site, la plupart des jeux parus aux États-Unis avant la création du site ont été enregistrés dans la base. C'est moins systématique pour les jeux européens anciens. Par exemple, les jeux des grandes marques historiques françaises comme Miro Company, Dujardin ou Jeux Nathan ne sont que partiellement présents.

## Schéma économique
BoardGameGeek tire ses revenus de la publicité. Les internautes qui le souhaitent peuvent envoyer une participation financière. À partir d'une certaine contribution, l'internaute a la possibilité de masquer les publicités.

## Contributions des internautes
Chaque utilisateur enregistré peut proposer des images, des liens, des fichiers qui sont soumis à l'approbation d'un modérateur du site. Il est également possible de modifier les textes d'accompagnement des fiches de jeux, d'éditeurs ou d'auteurs, présentées sous forme de pages wiki.

## Geeks d'or
Depuis 2006, les utilisateurs de BoardGameGeek décernent chaque année des récompenses, les « Geeks d'or » (Golden Geek Award) :
| Catégorie                           | Gagnants 2006         | Gagnants 2007                                        | Gagnants 2008                | Gagnants 2009              | Gagnants 2010                       | Gagnants 2011                           | Gagnants 2012                        | Gagnants 2013                   | Gagnants 2014                         |
| ----------------------------------- | --------------------- | ---------------------------------------------------- | ---------------------------- | -------------------------- | ----------------------------------- | --------------------------------------- | ------------------------------------ | ------------------------------- | ------------------------------------- |
| Jeu de l'année                      | Caylus                | Shogun                                               | Agricola                     | Dominion                   | Hansa Teutonica                     | Dominant Species                        | Eclipse                              | Terra Mystica                   | Splendor                              |
| Meilleur jeu pour joueurs confirmés | Caylus                | Shogun                                               | Agricola                     | Le Havre                   | Hansa Teutonica                     | Dominant Species                        | Eclipse                              | Terra Mystica                   | Five Tribes                           |
| Meilleur wargame                    | Twilight Struggle     | Combat Commander : Europe                            | Hannibal : Rome vs. Carthage | Combat Commander : Pacific | Washington's War                    | A Few Acres Of Snow                     | Sekigahara: The Unification of Japan | 1775 Rébellion                  | Fire in the Lake                      |
| Meilleur jeu pour enfants           | La Nuit des magiciens | Zooloretto                                           | Chateau Roquefort            | Sorry ! Sliders            | Forbidden Island                    | Pyramide d'Animaux - La Grande Aventure | King of Tokyo                        | Forbidden Desert                | Contes & Jeux : le lièvre & la tortue |
| Meilleur jeu 2 joueurs              | Twilight Struggle     | À égalité : BattleLore et Commands & Colors Ancients | Hannibal : Rome vs. Carthage | Space Hulk (3e éd)         | Washington's War                    | A Few Acres Of Snow                     | Android: Netrunner                   | Star Wars X-Wing Miniature Game | Star Realms                           |
| Meilleur jeu familial               | Génial                | Zooloretto                                           | Thebes                       | Pandémie                   | Tobago                              | 7 Wonders                               | King of Tokyo                        | Love Letter                     | Splendor                              |
| Meilleur jeu d'ambiance             | Diamant               | Wits and Wagers                                      | Say anything (en)            | Time's Up Party            | Telestrations                       | Dixit Odyssey                           | King of Tokyo                        | Love Letter                     | Ca$h'n Guns second édition            |
| Meilleur jeu de cartes              | -                     | Caylus Magna Carta                                   | Race for the Galaxy          | Dominion                   | Innovation                          | 7 Wonders                               | Android: Netrunner                   | Love Letter                     | Star Realms                           |
| Meilleur graphisme                  | -                     | BattleLore                                           | Jamaica                      | Space Hulk (3e éd)         | War of the Ring Collector's Edition | Fortunes de Mer                         | Takenoko                             | Mice and Mystics                | Abyss                                 |

| Catégorie                           | Gagnants 2015              | Gagnants 2016                                 | Gagnants 2017                                     | Gagnants 2018                    | Gagnants 2019                   | Gagnants 2020                     | Gagnants 2021                                   | Gagnants 2022                 | Gagnants 2023,                           |
| ----------------------------------- | -------------------------- | --------------------------------------------- | ------------------------------------------------- | -------------------------------- | ------------------------------- | --------------------------------- | ----------------------------------------------- | ----------------------------- | ---------------------------------------- |
| Jeu de l'année                      | Pandemic Legacy: Season 1  | Scythe                                        | Gloomhaven                                        | Root                             | Wingspan                        | -                                 | -                                               | -                             | -                                        |
| Meilleur jeu pour joueurs confirmés | Pandemic Legacy : Season 1 | Scythe                                        | Gloomhaven                                        | Brass: Birmingham                | Wingspan                        | -                                 | Ark Nova                                        | Carnegie                      | -                                        |
| Meilleur wargame                    | Churchill                  | Falling Sky: The Gallic Revolt Against Caesar | 878 : Les Vikings - Les Invasions de l'Angleterre | Hannibal & Hamilcar              | Undaunted: Normandy             | Imperial Struggle                 | Undaunted: Reinforcements                       | Undaunted: Stalingrad         | Undaunted: Battle of Britain             |
| Meilleur jeu 2 joueurs              | 7 Wonders : Duel           | Star Wars : Rebellion                         | Codenames Duo                                     | Keyforge - Call of the Archons   | Watergate                       | Undaunted: North Africa           | Radlands                                        | Splendor Duel                 | Sky Team                                 |
| Meilleur jeu familial               | Codenames                  | Codenames : Pictures                          | Azul                                              | Les Charlatans de Belcastel      | Wingspan                        | -                                 | -                                               | -                             | -                                        |
| Meilleur jeu d'ambiance             | Codenames                  | Codenames : Pictures                          | Werewords                                         | The Mind                         | Wavelength                      | Longueur d'onde (Wavelength)      | So Clover!                                      | Ready Set Bet                 | -                                        |
| Meilleur jeu de cartes              | 7 Wonders: Duel            | Horreur à Arkham: le jeu de cartes            | Century, la route des épices                      | The Mind                         | Wingspan                        | Dune: Imperium                    | -                                               | -                             | -                                        |
| Meilleur graphisme                  | Mysterium                  | Scythe                                        | Photosynthesis                                    | Root                             | Wingspan                        | On Mars                           | Sleeping Gods                                   | Flamecraft                    | The Castles of Burgundy: Special Edition |
| Meilleure extension                 | -                          | 7 Wonders Duel : Pantheon                     | Scythe : Stratèges des cieux                      | Scythe : Le Réveil de Fenris     | Wingspan : Les oiseaux d'Europe | Wingspan: Océanie                 | Les ruines perdues de Narak: Expedition Leaders | Dune Imperium: Avènement D'Ix | Ark Nova: Marine Worlds                  |
| Meilleur jeu coopératif             | -                          | Mechs vs. Minions                             | Gloomhaven                                        | The Mind                         | The Crew                        | Gloomhaven: Les mâchoires du lion | The Crew: Mission sous-marine                   | Return to Dark Tower          | Sky Team                                 |
| Meilleur jeu Imprime et joue        | -                          | Star Trek: The Dice Game                      | My Little Scythe                                  | Orchard: A 9 card solitaire game | TINYforming Mars                | 7 Wonders Duel: Solo              | Gloomholdin'                                    | Aquamarine                    | Waypoints                                |
| Meilleur jeu solo                   | -                          | Scythe                                        | Gloomhaven                                        | That's Pretty Clever             | Wingspan                        | Under Falling Skies               | Final Girl                                      | Turing Machine                | Legacy of Yu                             |
| Meilleur jeu thématique             | -                          | -                                             | -                                                 | -                                | -                               | Gloomhaven: Les mâchoires du lion | Sleeping Gods                                   | Heat: Pedal to the Metal      | Hegemony: Lead Your Class to Victory     |
| Meilleure innovation                | -                          | -                                             | -                                                 | -                                | -                               | -                                 | -                                               | -                             | Hegemony: Lead Your Class to Victory     |
| Meilleur jeu de groupe              | -                          | -                                             | -                                                 | -                                | -                               | -                                 | -                                               | -                             | That's Not a Hat                         |
| Meilleur podcast                    | -                          | -                                             | -                                                 | -                                | -                               | -                                 | -                                               | -                             | One Stop Co-Op Shop                      |
| Meilleure app de jeu de société     | -                          | -                                             | -                                                 | -                                | -                               | -                                 | -                                               | -                             | Unmatched: Digital Edition               |